# Contea di Metcalfe
La contea di Metcalfe in inglese Metcalfe County è una contea dello Stato del Kentucky, negli Stati Uniti. La popolazione al censimento del 2000 era di 10 037 abitanti. Il capoluogo di contea è Edmonton.

## Contee confinanti
- Contea di Hart  (nord-ovest)
- Contea di Green  (nord-est)
- Contea di Adair  (est)
- Contea di Cumberland  (sud-est)
- Contea di Monroe  (sud)
- Contea di Barren  (ovest)